# Mare Anguis

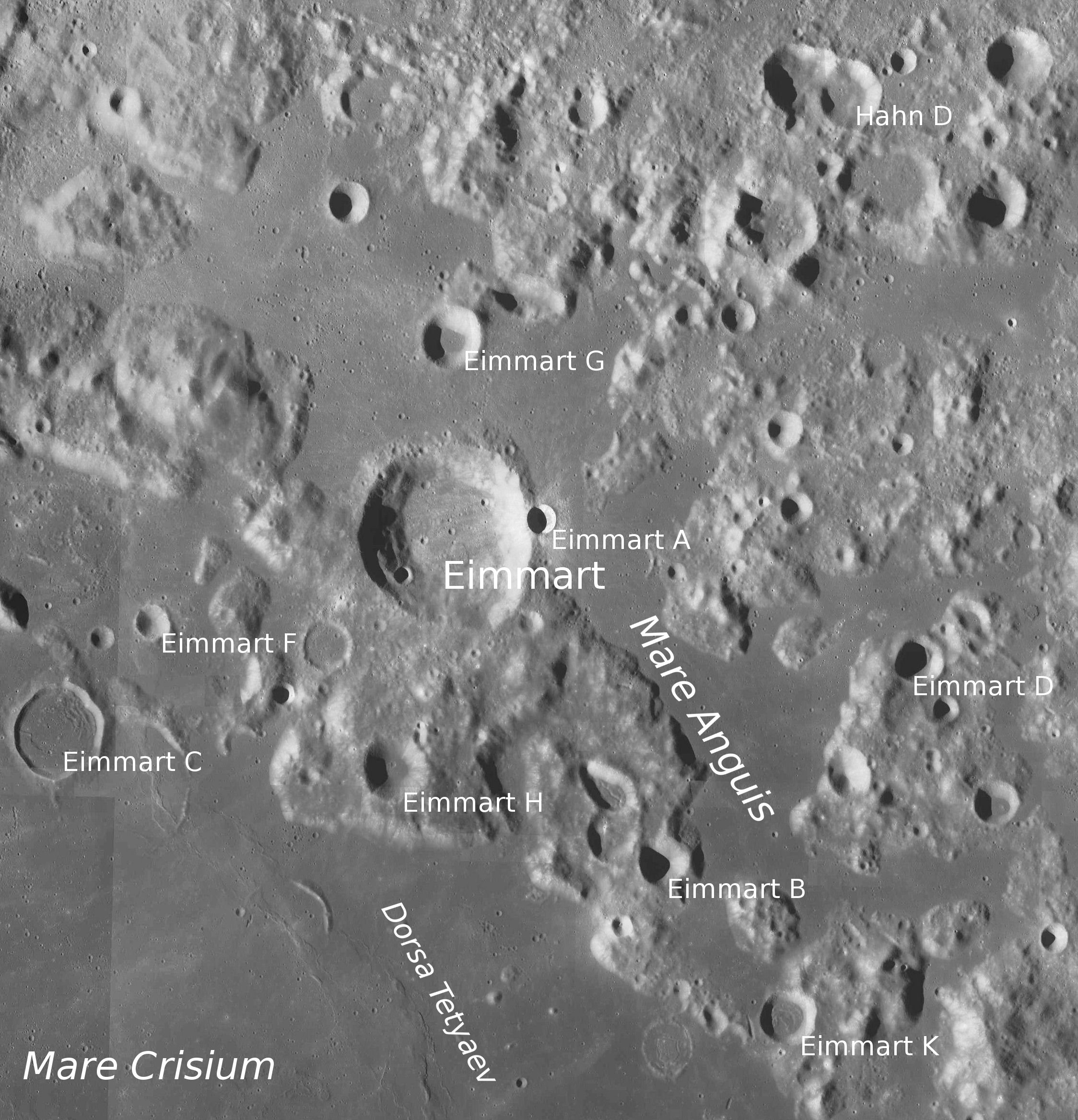
Mare Anguis i okolice na zdjęciu z sondy LRO

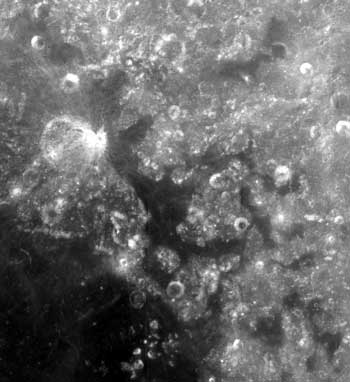
Mare Anguis i Eimmart.
W lewym dolnym rogu zdjęcia widoczny jest północno-wschodni kraniec Morza Przesileń.

Mare Anguis (łac. Morze Wężowe) – morze księżycowe położone po widocznej stronie Księżyca na północny wschód od Morza Przesileń. Jego średnica równa jest około 146 km. Krater Eimmart stanowi północno-zachodni wierzchołek Morza Wężowego.
Nazwa obszaru została zatwierdzona przez Międzynarodową Unię Astronomiczną w 1935 roku.
Współrzędne selenograficzne centrum: ☾ 22,43°N 67,58°E/22,430000 67,580000.